# Roger Beaufrand
Roger Beaufrand (La Garenne-Colombes, 25 settembre 1908 – Béziers, 14 marzo 2007) è stato un pistard francese.

## Palmarès
Olimpiadi
- 1 medaglia:
  - 1 oro (Velocità a Amsterdam 1928)